# Yvon Riemer
Yvon Riemer (Estrasburgo, 5 de octubre de 1970) es un deportista francés que compitió en lucha grecorromana. Ganó cuatro medallas en el Campeonato Mundial de Lucha entre los años 1991 y 1999, y dos medallas en el Campeonato Europeo de Lucha, plata en 1992 y bronce en 1997.

## Palmarés internacional
| Campeonato Mundial | Campeonato Mundial      | Campeonato Mundial | Campeonato Mundial |
| Año                | Lugar                   | Medalla            | Categoría          |
| ------------------ | ----------------------- | ------------------ | ------------------ |
| 1991               | Varna (Bulgaria)        | Medalla de bronce  | 74 kg              |
| 1993               | Estocolmo (Suecia)      | Medalla de bronce  | 74 kg              |
| 1995               | Praga (República Checa) | Medalla de oro     | 74 kg              |
| 1999               | El Pireo (Grecia)       | Medalla de plata   | 76 kg              |
| Campeonato Europeo |                         |                    |                    |
| Año                | Lugar                   | Medalla            | Categoría          |
| 1992               | Copenhague (Dinamarca)  | Medalla de plata   | 74 kg              |
| 1997               | Kouvola (Finlandia)     | Medalla de bronce  | 76 kg              |